# Наттер-Форт (Західна Вірджинія)
Наттер-Форт (англ. Nutter Fort) — місто (англ. town) в США, в окрузі Гаррісон штату Західна Вірджинія. Населення — 1493 особи (2020).

## Географія
Наттер-Форт розташований за координатами 39°15′37″ пн. ш. 80°19′34″ зх. д. / 39.26028° пн. ш. 80.32611° зх. д. (39.260292, -80.326118).  За даними Бюро перепису населення США в 2010 році місто мало площу 2,19 км², уся площа — суходіл. В 2017 році площа становила 2,30 км², уся площа — суходіл.

## Демографія
Згідно з переписом 2010 року, у місті мешкали 1593 особи в 743 домогосподарствах у складі 436 родин. Густота населення становила 727 осіб/км².  Було 826 помешкань (377/км²).
Расовий склад населення:
| - 96,4 % — білих - 0,8 % — чорних або афроамериканців - 0,5 % — азіатів - 0,2 % — корінних американців |

До двох чи більше рас належало 1,9 %. Частка іспаномовних становила 1,3 % від усіх жителів.
За віковим діапазоном населення розподілялося таким чином: 19,1 % — особи молодші 18 років, 61,6 % — особи у віці 18—64 років, 19,3 % — особи у віці 65 років та старші. Медіана віку мешканця становила 41,8 року. На 100 осіб жіночої статі у місті припадало 90,3 чоловіків;  на 100 жінок у віці від 18 років та старших — 85,9 чоловіків також старших 18 років.
Середній дохід на одне домашнє господарство  становив 54 121 долар США (медіана — 39 583), а середній дохід на одну сім'ю — 70 857 доларів (медіана — 54 489). Медіана доходів становила 47 333 долари для чоловіків та 36 050 доларів для жінок. За межею бідності перебувало 15,9 % осіб, у тому числі 20,0 % дітей у віці до 18 років та 11,0 % осіб у віці 65 років та старших.
Цивільне працевлаштоване населення становило 717 осіб. Основні галузі зайнятості: освіта, охорона здоров'я та соціальна допомога — 29,4 %, роздрібна торгівля — 11,7 %, науковці, спеціалісти, менеджери — 8,8 %, виробництво — 8,6 %.